# Stor-Tjapuk
Stor-Tjapuk är en sjö i Jokkmokks kommun i Lappland och ingår i Råneälvens huvudavrinningsområde.